# Katharyne Lescailje
Katharyne Lescailje o Catharina Lescaille (Ámsterdam , 26 de septiembre de 1649 - 8 de junio de 1711) era una poetisa, traductora y editora neerlandesa.  Junto con Catharina Questiers y Cornelia van der Veer fue una de las más exitosas poetisas de los Países Bajos de la segunda mitad del siglo XVII.

## Biografía
Fue hija del editor de Ámsterdam Jacob Lescailje, casado con Aeltje Verwou y que se había trasladado de Dordrecht a Ámsterdam para iniciar la impresión de libros en 1645 en una casa de la plaza Dam llamada «Huis Het Onder Zeil». Los padres de Katharina eran amigos de los escritores Jan Vos, Joost van den Vondel y Gerard Brandt. En 1658 Jacob Lescailje se convirtió en el editor exclusivo para el Teatro de Ámsterdam. Katharina, que nunca contrajo matrimonio, y sus hermanas continuaron con el negocio familiar después de la muerte de su padre en 1677. Empezó a publicar sus traducciones de obras francesas (Kassandra en 1684, Genserik en 1685, y Herodes en Marianne en 1685) y también escribió e intercambió poemas entre amigos. Fue honrada con un libro de poesía dedicado a ella en 1685 por el poeta de Groningen, Ludolph Smids.
Se especializó en poemas políticos, teatro y escribió varias comedias ligeras que fueron publicadas en Ámsterdam durante el siglo XVIII. Veinte años después de su muerte, en 1731, fueron publicadas sus obras completas convirtiéndose en una de las primeras poetas femeninas en los Países Bajos con la edición de sus obras completas. Su poesía ocupaba tres grandes volúmenes de casi mil páginas y fue reimpreso algunos años más tarde.